# Lutnik
Lutnik je potok, ki svoje vode nabira v hribovju vzhodno od Ljubljane, v okolici vasi Janče. Vzhodno od vasi Podgrad se kot desni pritok izliva v reko Savo. Ima več pritokov: Gobnik, Ovčjak, Dolgi potok, Gostinca, Konjski graben in Kunkeljski potok.